# Lancrans
Lancrans is een plaats en voormalige gemeente in het Franse departement Ain in de regio Auvergne-Rhône-Alpes en telt 935 inwoners (1999). De oppervlakte bedraagt 9,7 km², de bevolkingsdichtheid is 96,4 inwoners per km².

## Geschiedenis
Voor 1858 omvatte de gemeente Lacrans ook de plaatsen Confort en Vanchy. Confort is nog een zelfstandige gemeente maar Vanchy werd in 1907 hernoemd naar Coupy en in 1971 opgenomen in de gemeente Bellegarde-sur-Valserine. Lacrans fuseerde met deze gemeente en met Châtillon-en-Michaille per 1 januari 2019 tot de commune nouvelle Valserhône na een bestluit vastgesteld op 10 september 2018.
Lacrans maakte deel uit van het kanton Collonges tot dit op 22 maart 2015 werd opgeheven en de gemeente samen met Chanay en Confort werd opgenomen in het kanton Bellegarde-sur-Valserine, waarvan op 5 maart 2020 de naam werd aangepast naar kanton Valserhône.

## Geografie
De onderstaande kaart toont de ligging van Lancrans met de belangrijkste infrastructuur en aangrenzende gemeenten.

## Demografie
Onderstaande figuur toont het verloop van het inwoneraantal van Lancrans vanaf 1962.
Vanwege een beveiligingsprobleem met de MediaWiki Graph-software is het momenteel niet mogelijk deze grafiek weer te geven. Zodra de software is bijgewerkt zal de grafiek vanzelf weer zichtbaar worden.